# Muito Show
Muito Show (originalmente conhecido como Morning Show) foi um programa de televisão brasileiro que foi exibido originalmente entre 27 de maio de 2013 e 22 de maio de 2015, produzido e transmitido pela RedeTV!. Criado por Zé Luiz, inicialmente o programa se chamava Morning Show e era transmitido nas manhãs do canal. Após uma reformulação e uma perda de integrantes, passou a ser exibido á tarde, com o título de Muito Show. Originalmente o programa era comandado por por um grupo de apresentadores formado por Zé Luiz, Micheli Machado, Patrick Maia, Renata del Bianco e Thiago Rocha.

## Antecedentes e desenvolvimento
Criado por Zé Luiz em junho de 2012, o programa Jovem Pan Morning Show estreou nas manhãs da rádio Jovem Pan FM conseguindo agradar os ouvintes da emissora. Baseado nos programas radiofônicos transmitidos nos Estados Unidos, foi o percursor do gênero no horário, sendo exibido após o Jornal da Manhã para São Paulo. Em março de 2013 a RedeTV! iniciou alguns pilotos para adaptar o programa para a televisão. Após ocorreu a contratação do elenco do programa matinal, com isso Zé Luiz, Micheli Machado, Thiago Rocha e Patrick Maia foram contratados para a versão televisiva. Para completar o programa, Renata Del Bianco foi contratada para o programa. A direção da primeira fase ficou por conta de Roberto Ortega e na segunda fase com Dennis Salles. A equipe de roteiro e criação foi formada por Renata Soares, Anderson Perri e Fábio Güeré.
Originalmente a ideia era que o programa se chamasse Pão na Chapa, porém optou-se por manter o título original da Jovem Pan que deu base para a produção, Morning Show. Segundo, Zé Luiz apresentador da atração ele seria diferente de seu programa no rádio: "É uma atração, com formato novo para horário no Brasil. [...] O que queremos fazer é entretenimento". Segundo Thiago Rocha eles terão bastante dificuldade já que a programação da manhã na televisão é para o tema feminino. Na terceira semana de maio de 2013 foram ao ar as chamadas do programa com o nome de Pão na Chapa. Em 19 de maio, Thiago Rocha divulgou o teaser do programa em seu canal oficial no YouTube.[carece de fontes?]

## Mudanças no programa

Primeira formação do programa: Patrick Maia, Micheli Machado, Zé Luiz, Renata Del Bianco e Thiago Rocha.

Em setembro de 2013, o canal MTV anunciou a contratação de Patrick Maia para apresentar com Fiuk o programa Coletivation. Com isso, Patrick Maia saiu do Morning Show dando lugar a um humorista convidado a cada dia. Dias após, foi anunciado a substituição do diretor Roberto Ortega por Dennis Salles. Foi anunciado que um dos humoristas cotados para ficar com a vaga de Patrick Maia seria Rodrigo Capella ou Fábio Lins. No dia 29 de outubro do mesmo ano, Rodrigo Capella foi o escolhido para a vaga, por meio de uma votação no site do programa, aonde, 59% disseram que gostariam que Rodrigo integrasse a equipe do programa. Ele assinou o contrato com a RedeTV! ao vivo, no final do programa.[carece de fontes?]
Após o programa não aumentar significativamente a sua audiência pela manhã, a RedeTV! decidiu transmitir o programa no seu final de tarde. A emissora justificou que a mudança de horário seria apenas no verão, e que reprises do programa seriam veiculadas pela manhã, em seu antigo horário. Após essa mudança, o Morning Show passou a marcar cerca de 2 pontos de audiência em seu novo horário, fazendo com que a RedeTV! continuasse a exibir o programa no horário da tarde mesmo após o término do verão. Apesar de manter a audiência na casa dos 2 pontos, a RedeTV! optou por fazer mudanças na atração. A emissora optou por rescindir o contrato com Renata Del Bianco e Micheli Machado após a grade sofrer uma reformulação. Na mesma época Rodrigo Capella também anunciou sua saída em entrevista para o site RD1, do portal iG, afirmando que a RedeTV! estava planejando transformar a atração em algo semelhante ao Pânico na TV e que ele não faria parte de um projeto destes: "Não quero zoar famosos na rua. Se for o caso, do programa virar um segundo Pânico, eu não me enquadro". O humorista optou por não ficar no programa.
A emissora contratou, em seguida, a ex-panicat Babi Rossi e a ex-participante do reality show A Fazenda Andressa Urach para integrar a equipe do programa juntamente com Zé Luíz e Thiago Rocha. A atração passa então a se chamar Muito Show após essas mudanças de horário e de apresentadores. Após confirmar as mudanças divulgadas pela imprensa, a RedeTV! anunciou a contratação de Vinícius Vieira para integrar a equipe de apresentadores do programa, este já trabalhou na emissora como integrante do Pânico. Em setembro de 2014, a apresentadora Babi Rossi deixou a atração para integrar o elenco da nova temporada da A Fazenda. e foi substituída pela Ex-BBB Cacau Colucci. Porém, a ex-panicat manteve contrato com a RedeTV! e está retornando para o programa após o término das gravações do reality. Em novembro de 2014, a RedeTV! promoveu a repórter Íris Stefanelli para apresentadora e colocou o humorista Vinicius Vieira para repórter no lugar de Íris no programa TV Fama, passando Íris para integrar o time de apresentadores do programa Muito Show. No final do mês de novembro Andressa Urach teve um problema nas coxas devido a uma aplicação de hidrogel mal sucedida e ficou um bom tempo afastada do programa após ser internada, mas está retornará ao programa assim que concluída a sua recuperação. Em fevereiro de 2015, Andressa Urach deixou o programa. Em 01 de abril de 2015 devido a nova programação da RedeTV! o programa passou a ser exibido às 18h00.

### Fim do Programa
O programa saiu do ar definitivamente em 22 de maio de 2015, após quase dois anos devido a reformulação da grade da emissora. A ideia é aproveitar parte da equipe do "Muito Show" no novo programa matinal da emissora, o Melhor Pra Você, comandado por Celso Zucatelli, Edu Guedes e Mariana Leão

## Recepção

### Audiência
O programa de estreia conseguiu meio ponto de audiência segundo dados do Ibope na Grande São Paulo. Na segunda semana (dia 03) o programa teve 0,7 de pico e 0,5 de média. No mesmo dia, fontes indicavam que a atração deveria mudar de horário para o início da noite. Dias depois, a atração conseguiu sua maior audiência com 1 de pico e 0.6 de média.

### Avaliação da crítica
Fábio Garcia do portal Pop assinalou a semelhança do programa com o Furo MTV e Custe o Que Custar, e também com o quadro do programa Agora É Tarde, Mesa Vermelha. Apesar de ter elogiado como uma atração divertida ele criticou o nível da emissora, pois isso poderia fazer com que o programa não tenha audiência. Já Fernando Oliveira do portal Internet Group comparou a atração ao CQC, Saia Justa e ao Muito+ dizendo que o programa sofre com a falta de foco. Também como Fábio Garcia, Fernando o elogiou dizendo que seria a melhor estreia da emissora há muito tempo.

## Controvérsias

### Entrevista de Mara Maravilha
Convidada do programa, Mara Maravilha — atualmente evangélica, comentou sobre o projeto criado pelo deputado Antônio João Campos de Carvalho e apoiado por Marco Feliciano, apelidado de "cura gay". Sobre a recente divulgação do namoro de Daniela Mercury com a jornalista Malu Verçosa, ela disse que Daniela procura se promover e que acredita que é uma "opção" da pessoa ser homossexual. Também afirmou que é uma "aberração" pessoas do mesmo sexo se beijando e concorda que se "agarrem" em particular e não em público.